# デニス・ブリアコフ
デニス・ヴィクトロヴィチ・ブリアコフ（ロシア語: Денис Викторович Буряков; ロシア語ラテン翻字: Denis Viktorovich Bouriakov、1981年10月25日 - ）は、ロシアのフルート奏者。

## 経歴
1981年、ウクライナ・ソビエト社会主義共和国・シンフェロポリ生まれ。モスクワ音楽院を卒業後に渡英し、英国王立音楽院にてウィリアム・ベネットのもとで学ぶ。11歳の時から独奏者としてロシア各地で演奏を重ね、これまでにモスクワ交響楽団、モスクワ・フィルハーモニー管弦楽団、アンサンブル・オブ・トウキョウ、ミュンヘン室内管弦楽団、パリ室内アンサンブルなどと共演している。
オーケストラ奏者としては、フィルハーモニア管弦楽団、リーズのオペラ・ノース、フランクフルト放送交響楽団、フィンランドのタンペレ・フィルハーモニック、メトロポリタン歌劇場管弦楽団では首席フルート奏者を務めた。2015年よりロサンジェルス・フィルハーモニックの首席フルート奏者を務めている。
またソロ演奏者としても、2004、2006年の英国フルート協会コンベンション、2005、2007年のNFAコンベンション、2007、2011、2013年日本フルートコンベンションにてリサイタル演奏を行うなど、世界各国で活躍している。

## 受賞
主な受賞歴には以下がある。
- 1998年：チェコのコンチェルティーノ・プラガ国際コンクール1位。
- 2002年：カール・ニールセン国際フルートコンクール2位。
- 2003年：レオナルド・デ・ロレンツォ国際フルートコンクール2位(1位なし)。
- 2004年：ミュンヘン国際音楽コンクール課題曲演奏特別賞及びベーレンライター賞。
- 2005年：ジャン＝ピエール・ランパル国際フルートコンクール2位。
- 2006年：北京オーレル・ニコレ国際フルートコンクール2位。
- 2007年：バーネット財団フルートコンクール1位。

## 録音・映像
- 1996年のドキュメンタリー映画 "Finding of color. Denis Bouriakov"[2]

## 使用楽器
- Altus PSモデル